# Eoin Colfer
Eoin Colfer (ur. 14 maja 1965) – irlandzki autor książek dla dzieci. Zanim został pisarzem w pełnym wymiarze czasowym, pracował w szkole podstawowej. Jest najbardziej znany z napisania cyklu Artemis Fowl. Został wybrany na Laureate na nÓg (Irlandzki Laureat Dzieci) między 2014 a 2016.

## Życiorys
Eoin Colfer dorósł w Wexforddzie w Irlandii razem z czterema braćmi – Paulem, Eamonem, Donalem i Niallem. Jego ojciec był nauczycielem w szkole podstawowej, jak również artystą i historykiem, zaś matka nauczycielką dramatu. W 1986 Colfer został nauczycielem, czas wolny w dalszym ciągu wykorzystując na pisanie. W 1991 poślubił Jackie, którą poznał o wiele wcześniej, w piątej klasie szkoły średniej na tańcu céilidh – tradycyjnej irlandzkiej zabawie. Obecnie mieszkają razem ze swoimi dwoma synami, Finnem i Séanem.

## Twórczość
Książki Colfera czytane są zarówno przez dzieci, młodzież jak i dorosłych. Colfer jest krytykowany za bycie zbyt nowoczesnym, używanie skrótów i nazwisk bez odniesień oraz lekkie niekonsekwencje i błędy fabularne w swych książkach. Poza tym, niektórzy uważają jego twórczość za zbyt brutalną dla młodych odbiorców, co powoduje ożywione dyskusje między jego zwolennikami i przeciwnikami.
Bohater jego najbardziej znanego cyklu, Artemis Fowl, jest porównywany przez wielu m.in. do Jamesa Bonda i Sherlocka Holmesa. Książki z tej serii charakteryzują się humorem, ale Artemis miewa wyrzuty sumienia w związku ze swoją działalnością przestępczą i jego charakter w znaczący sposób rozwija się w trakcie serii.

### CyklArtemis Fowl
- Artemis Fowl (2001)
- Artemis Fowl. Arktyczna Przygoda (Artemis Fowl. The Arctic Incident, 2002)
- Artemis Fowl. Kod Wieczności (Artemis Fowl. The Eternity Code, 2003)
- Artemis Fowl. Fortel wróżki (Artemis Fowl. The Opal Deception, 2005)
- Artemis Fowl. Zaginiona kolonia (Artemis Fowl. The Lost Colony, 2006)
- Artemis Fowl. Paradoks czasu (Artemis Fowl. Time Paradox, 2009)
- Artemis Fowl. Kompleks „Atlantyda” (The Atlantis Complex, 2010)
- Artemis Fowl and the Last Guardian (lipiec 2012)
- Kartoteka Artemisa Fowla (The Artemis Fowl Files, 2005)

### Cykl Warp
- The Reluctant Assassin (2013)
- The Hangman’s Revolution (2014)
- The Forever Man (2015)

### Inne
- Benny i Omar (Benny and Omar 2008)
- Going Potty (1999)
- Lista życzeń (The Wish List, 2000)
- Nadnaturalista (The Supernaturalist, 2004)
- Fletcher Moon – prywatny detektyw (Half Moon Investigations, 2006)
- Lotnik (Airman, 2010)
- Benny i Babe (Benny and Babe) (2009)
- I jeszcze jedno... Autostopem przez Galaktykę 6 (And Another Thing...) (2009)
- O mały włos (Plugged, 2011)